# 小果亚麻荠
小果亚麻荠（学名：Camelina microcarpa），为十字花科亚麻荠属下的一个种。

## 扩展阅读
維基物種上的相關：小果亚麻荠